# Moëed Katan
Moëed Katan (Hebreeuws: מועד קטן, letterlijk Halffeest) is een traktaat (masechet) van de Misjna en de Talmoed. Het is het elfde traktaat van de Orde Moëed (Seder Moëed) en beslaat drie hoofdstukken.
Het traktaat Moëed Katan behandelt voorschriften omtrent de dagen tussen de eerste en laatste (eigenlijke) feestdagen van Pesach en Soekot.
Moëed Katan bevat Gemara (rabbijns commentaar op de Misjna) en is onderdeel van zowel de Babylonische als de Jeruzalemse Talmoed. Het traktaat bevat 29 folia in de Babylonische Talmoed en 19 in de Jeruzalemse Talmoed.